# Chèvre abaza
L’Abaza est une race indigène de chèvre provenant du nord est de la Turquie. Elles étaient utilisées pour le lait, mais elles ont également une production de viande relativement bonne. À cause de sa production relativement maigre, il y a un haut degré de consanguinité dans cette race, la catégorisant parmi les races en danger. 
Le poil est court et la robe est de couleur crème avec un marquage coloré sur la bouche, les yeux et les pattes. Les mâles ont de longues cornes plates et les femelles n’ont généralement pas de cornes. 
En tant que chèvre laitière, cette race a un pis bien développé et un rendement moyen de lactation autour de 200 kg. Le lait produit par l’Abaza est utilisé pour créer le fromage Abaza, un fromage réputé nationalement et internationalement comme semi-dur et légèrement salé.